# Gord Hampson
Gordon „Gord“ Hampson (* 13. Februar 1959 in Vancouver, British Columbia) ist ein ehemaliger kanadischer Eishockeyspieler, der im Verlauf seiner aktiven Karriere zwischen 1977 und 1984 unter anderem vier Spiele für die Calgary Flames in der National Hockey League (NHL) auf der Position des linken Flügelstürmers bestritten hat. Den Großteil seiner kurzen Profikarriere verbrachte Hampson jedoch in der Central Hockey League (CHL), wo er weitere 191 Partien für die Oklahoma City Stars und Colorado Flames absolvierte. Sein Vater Ted Hampson war ebenfalls professioneller Eishockeyspieler und in der National Hockey League sowie World Hockey Association (WHA) aktiv.

## Karriere
Hampson verbrachte nach dem Besuch der High School die Zeit zwischen 1977 und 1981 an der University of Michigan. Dort spielte der Stürmer parallel zu seinem Studium für die Wolverines, das Eishockeyteam der Universität. In den vier Jahren bestritt er 142 Spiele für das Team und erzielte dabei 88 Scorerpunkte. Dennoch blieb Hampson von den Franchises der National Hockey League (NHL) zunächst unbeachtet und daher auch ungedraftet.
Im Juni 1981 entschieden sich die Calgary Flames aus der NHL jedoch, den Free Agent unter Vertrag zu nehmen. Er verbrachte die folgenden drei Jahre vornehmlich in der Central Hockey League (CHL) bei Calgarys Farmteams. Zunächst lief er ein Jahr für die Oklahoma City Stars auf, anschließend zwei Spielzeiten für die Colorado Flames. Insgesamt bestritt er in diesem Zeitraum 191 CHL-Partien. Im Verlauf der Saison 1982/83 kam der Angreifer aber auch zu seinen einzigen vier Einsätzen bei den Calgary Flames in der NHL. Im Sommer 1984 beendete der Kanadier seine Karriere im Alter von 25 Jahren vorzeitig. 

## Karrierestatistik
(Legende zur Spielerstatistik: Sp oder GP = absolvierte Spiele; T oder G = erzielte Tore; V oder A = erzielte Assists; Pkt oder Pts = erzielte Scorerpunkte; SM oder PIM = erhaltene Strafminuten; +/− = Plus/Minus-Bilanz; PP = erzielte Überzahltore; SH = erzielte Unterzahltore; GW = erzielte Siegtore; 1 Play-downs/Relegation; Kursiv: Statistik nicht vollständig)